# Cyclomethycaine
Cyclomethycaine là một thuốc gây tê cục bộ.